# フリードリヒ・アウグスト1世 (ザクセン王)
フリードリヒ・アウグスト1世（独：Friedrich August I., 1750年12月23日 - 1827年5月5日）は、ザクセン王国の初代国王（在位：1806年 - 1827年）。はじめはザクセン選帝侯（ザクセン選帝侯としてはフリードリヒ・アウグスト3世、在位：1763年 - 1806年）、一時兼ワルシャワ公（ワルシャワ公としてはフリデリク・アウグスト1世（ポーランド語：Fryderyk August I）、在位：1807年 - 1815年）。全名はフリードリヒ・アウグスト・ヨーゼフ・マリア・アントン・ヨハン・ネポムク・アロイス・クサーヴァ（独：Friedrich August Joseph Maria Anton Johann Nepomuk Aloys Xaver）で、「正義王」（独：der Gerechte）と呼ばれる。

## 生涯
フリードリヒ・アウグストは1750年12月23日、ザクセン選帝侯世子フリードリヒ・クリスティアンとその妃であった神聖ローマ皇帝兼バイエルン選帝侯カール7世の娘マリア・アントーニアの第一子としてドレスデンで生まれた。1763年10月に祖父フリードリヒ・アウグスト2世（ポーランド王アウグスト3世）が亡くなり、後を継いだ父が在位2か月で急死したため、フリードリヒ・アウグスト3世として選帝侯位を嗣いだが、年少のため1768年まで叔父のフランツ・クサーヴァが摂政を務めた。1770年にビルケンフェルト宮中伯フリードリヒ・ミヒャエルの娘マリア・アマーリエ・アウグスタと結婚し、彼女との間に一人娘のマリア・アウグスタをもうけた。
フリードリヒ・アウグスト3世ははじめフランス革命の波及を恐れ、1791年のピルニッツ宣言でホストを務めた後、フランス革命戦争でもプロイセン王国と同盟して反仏側で参戦した。しかし1806年10月14日のイエナ・アウエルシュタットの戦いでプロイセン王フリードリヒ・ヴィルヘルム3世が大敗したのを見てプロイセンとの同盟を破棄、ポーゼンの和約でフランスと講和して皇帝ナポレオン1世から王号を獲得し、ライン同盟へ加盟した。さらにポーランド王アウグスト3世の孫に当たるということから、1807年のティルジットの和約で成立したワルシャワ公国の君主となった。
しかし1813年のライプツィヒの戦いでナポレオンが敗北すると、フリードリヒ・アウグスト1世はロシア皇帝アレクサンドル1世によって捕らえられた。戦後処理のために開かれたウィーン会議ではワルシャワ公国は廃止され、ポーランド立憲王国（国王はロシア皇帝が兼ねる）となった。ザクセン王国については、プロイセン王国が自国への併合を主張したものの、メッテルニヒ（オーストリア）、カースルレー子爵（イギリス）、タレーラン＝ペリゴール（フランス）らが反対したため、プロイセンは北半分の割譲で妥協し、フリードリヒ・アウグスト1世は領土の3分の2を失ったとはいえ王位を保った。
帰国後、フリードリヒ・アウグスト1世はナポレオン戦争によって荒廃した国土を回復するべく、農業や商工業の発展、法制度の改革、学芸の振興に努めた。ザクセンの工業化は彼の治世に大きく進み、またドレスデンやライプツィヒはドイツの学問の中心地となった。
フリードリヒ・アウグスト1世は1827年5月5日にドレスデンで死去し、男子がいなかったため王位は弟のアントンが嗣いだ。

## 子女
1770年にプファルツ＝ビルケンフェルト家のマリア・アマーリエ・アウグステ（後のバイエルン王マクシミリアン1世の姉）と結婚した。4子をもうけたが、3人は死産であり、成長したのは一人だけであった。
- マリア・アウグスタ（1782年 - 1863年）